# Group Representation Constituency

Circonscriptions électorales aux Élections législatives singapouriennes de 2011.
Les GRC sont en jaune (4 élus), vert (5 élus) et bleu (6 élus). Les circonscriptions roses sont des Single Member Constituencie (SMC).

La Group Representation Constituency (GRC) est une division électorale ou constituency (une circonscription électorale) qui fournit un groupe de sièges au parlement de Singapour. Elle se distingue de la Single Member Constituencie (SMC) qui n'en fournit qu'un. Aux Élections législatives singapouriennes de 2011, il y avait 12 SMC, et 15 GRC fournissant de 4 à 6 sièges par groupe.